# Jens Kreuter
Jens Kreuter (* 23. Mai 1965 in Landshut) ist ein deutscher Theologe und Jurist. Er war von 2006 bis 2011 Bundesbeauftragter für den Zivildienst. Gegenwärtig ist Kreuter Geschäftsführer von Engagement Global.

## Leben
Jens Kreuter legte 1985 sein Abitur in Wuppertal ab. Anschließend absolvierte er bis Ende 1986 einen anderen Dienst im Ausland (als Ersatz für den Zivildienst) in Nes Ammim in Israel, bevor er in Wuppertal, Bern, am Katechetischen Oberseminar Naumburg (Saale) (damals DDR) und in Heidelberg evangelische Theologie und Jura studierte. Sein Studium beendete er mit der Promotion. Er schrieb seine Doktorarbeit an der Universität Heidelberg bei Wolfgang Huber über „Staatskriminalität und die Grenzen des Strafrechts“ bei der Aufarbeitung von Menschenrechtsverbrechen im Nationalsozialismus, Südafrika, Vietnam und in der DDR. Das juristische Referendariat absolvierte er am Landgericht Mosbach, das kirchliche Vikariat an der evangelischen Kreuzkirche Bonn.
Nach einem Jahr Elternzeit arbeitete er ab 2001 als Referent für sozial- und gesellschaftspolitische Fragen im Kirchenamt der Evangelischen Kirche in Deutschland (EKD) und 2006 als persönlicher Referent des Chefs der Niedersächsischen Staatskanzlei. 2006 wurde er als Nachfolger von Dieter Hackler zum Bundesbeauftragten für den Zivildienst ins Bundesministerium für Familie, Senioren, Frauen und Jugend berufen. Im Zuge der Aussetzung von Wehr- und Zivildienst wurde er 2012 mit dem Aufbau des Bundesfreiwilligendienstes und in Folge mit der ministeriellen Zuständigkeit für alle Freiwilligendienste betraut.
Seit dem 1. Februar 2015 ist er Geschäftsführer von Engagement Global, einer Einrichtung des Bundesministeriums für wirtschaftliche Zusammenarbeit und Entwicklung (BMZ).
Jens Kreuter ist verheiratet mit Charlotte Kreuter-Kirchhof, Rechtswissenschaftlerin und Hochschullehrerin sowie Tochter des Staatsrechtlers Paul Kirchhof.

## Veröffentlichungen
- Staatskriminalität und die Grenzen des Strafrechts. Reaktionen auf Verbrechen aus Gehorsam aus rechtsethischer Sicht. 1997, ISBN 978-3-579-02028-0
- Freiwillig gemeinsam gestalten: Die beispielgebende Zusammenarbeit bei den gesetzlich geregelten Freiwilligendiensten. 2014, doi:10.1007/978-3-658-05564-6_7